# أنجلوسكسونيون

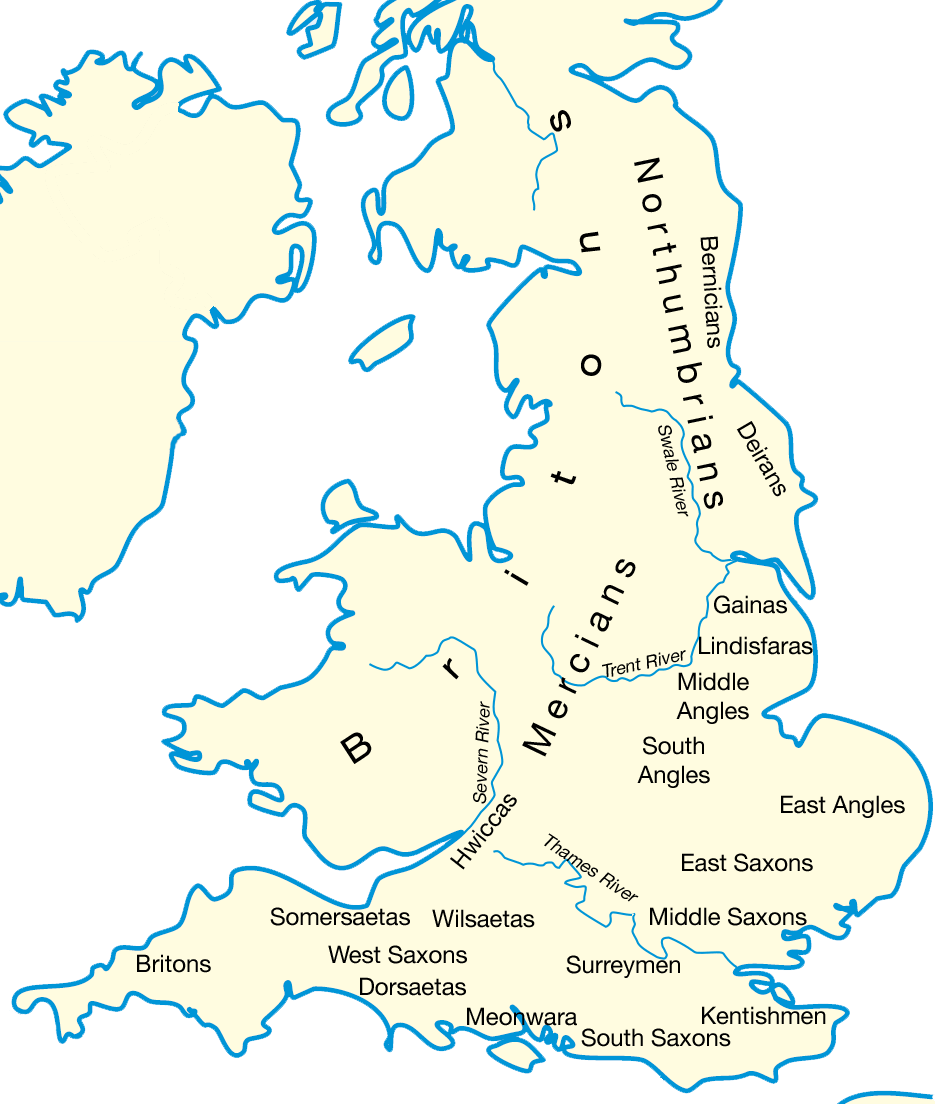
ممالك الأنجلوسكسونيين في حدود العام 600م.

الأنجلوسكسونيون (بالإنجليزية: Anglo-Saxons) هم مجموعة ثقافية سكنت إنجلترا منذ القرن الخامس. وكانوا يتألفون من القبائل الجرمانية التي هاجرت إلى جزيرة بريطانيا العظمى من أوروبا القارية، ونسلهم، والمجموعات البريطانية الأصلية التي تبنت العديد من جوانب الثقافة واللغة الأنجلوسكسونيَّة. أسس الأنجلوسكسون مملكة إنجلترا، وتدين اللغة الإنجليزية الحديثة للغتهم بما يقرب من نصف كلماتها، بما في ذلك الكلمات الأكثر شيوعًا في الكلام اليومي.
تاريخيًا، تشير الفترة الأنجلوسكسونية إلى بريطانيا في الفترة بين العامين 450 و1066، بعد بداية استيطانهم حتى غزو النورمان. تتضمن الفترة الأنجلوسكسونية المبكرة تأسيس أمة إنجليزية، مع العديد من الجوانب التي ما تزال باقية حتى اليوم، بما في ذلك الحكومة الإقليمية الشاير والهندرد. خلال هذه الفترة، انتشرت المسيحية وبدأ ازدهار الأدب واللغة. ووضعت المواثيق والقوانين. يستخدم مصطلح أنجلوسكسون بشكل شائع للغة التي تحدث وكتب بها الأنجلوسكسون في إنجلترا وشرق اسكتلندا بين منتصف القرن الخامس ومنتصف القرن الثاني عشر. في الاستخدام الأكاديمي، تُسمى هذه اللغة بالإنجليزية القديمة بشكل أكثر شيوعًا.
يعَد تاريخ الأنجلوسكسون تاريخ الهوية الثقافية. وقد تطورت من مجموعات متباينة بالإضافة إلى اعتناق الناس للمسيحية وكانت جزءًا لا يتجزأ من تأسيس ممالك مختلفة. أعيد تأسيس هذه الهوية التي كانت مهددة بالغزوات الدنماركية الواسعة والاحتلال العسكري لشرق إنجلترا، وبقيت مهيمنة حتى غزو النورمان. يمكن رؤية الثقافة الأنجلوسكسونية الظاهرة في الحضارة المادية للمباني وأنماط اللباس وتذهيب الكتب والمرفقات الجنائزية. وخلف الطبيعة الرمزية لهذه الشعارات الثقافية، هناك عناصر قوية من العلاقات القبلية والسيادية. أعلن النخبة أنفسهم على أنهم الملوك الذين طوروا البور (المستوطنات المحصنة)، ووضحوا أدوارهم وشعوبهم في ضوء الكتاب المقدس. وقد ذكرت البروفيسورة هيلينا هيمرو أن «مجموعات الأقارب المحلية والممتدة بقيت. وكانت الوحدة الأساسية للتناسل طوال الفترة الأنجلوسكسونية». ووفقًا لدراسة نُشرت في مارس 2015، تظهر هذه الأثار في القرن الواحد والعشرين عبر التركيب الجيني للسكان البريطانيين اليوم، وتظهر فيها انقسامات الوحدات السياسية القبلية في أوائل العصر الأنجلوسكسوني.
يفترض استخدام مصطلح أنجلوسكسون Anglo-Saxon أن الكلمات Angles أو Saxons أو Anglo-Saxon لها نفس المعنى في جميع المصادر. وقد بدأ استخدام هذا المصطلح في القرن الثامن لتمييز المجموعات «الجرمانية» في بريطانيا عن تلك الموجودة في القارة (سكسونيا القديمة ومن منطقة أنغلن في ألمانيا الشمالية). لخصت كاثرين هيلز آراء العديد من العلماء الحديثين في ملاحظتها بأن المواقف تجاه الأنجلوسكسون كانت «مرتبطة بالسياسية المعاصرة واللاهوت الديني أكثر من أي نوع من الأدلة»، لذا يتضمن تفسير ثقافتهم وتاريخهم.

## الاسم الإثني
يعود الاسم الإثني الإنجليزي القديم «Angul-Seaxan» إلى اللغة اللاتينية من Angli-Saxones، وقد أصبح اسم الشعوب التي أطلق عليها بيدا اسم Angli، وسماها غيلداس Saxones. نادرًا ما استخدم الأنجلوسكسون هذا المصطلح للإشارة إلى أنفسهم. ومن المحتمل أنهم عرفوا باسم ængli أو Seaxe أو على الأرجح باسم محلي أو قبلي مثل ميرس Mierce أو كانتي Cantie أو غويس Gewisse أو ويستساكس Westseaxe أو نورثانثيمبري Norþanhymbre. وبعد عصر الفايكنغ، تطورت الهوية الأنجلو إسكندنافية في دينلو.
يبدو أن مصطلح الأنجلوسكسون قد استخدم أول مرة في الكتابة القارية في القرن الثامن. واستخدمه بولس الشماس لتمييز السكسونيين الإنجليز عن السكسونيين القاريين (Ealdseaxe، تعني حرفيًا «السكسون القدامى»). لذلك يبدو أن الاسم يعني السكسونيين «الإنجليز».
استخدمت الكنيسة المسيحية كلمة Angli. مثلًا في قصة البابا غريغوري الأول وملاحظته « Non Angli sed angeli» (ليس إنجليزيًا بل أنجلس). واستُخدمت أيضًا مصطلحات ænglisc («اللغة») وAngelcynn («الشعب») من قبل الملك ألفريد السكسوني الغربي للإشارة إلى الناس؛ وكان في ذلك يتبع الممارسة الدارجة. وكان الاستخدام الأول لمصطلح الأنجلوسكسون ضمن مصادر الجزيرة في ألقاب أثيلستان: لقب Angelsaxonum Denorumque gloriosissimus rex (الملك المجيد للأنجلوسكسون والدنماركيين)، ولقب rex Angulsexna and Norþhymbra imperator paganorum gubernator Brittanorumque propugnator (ملك الأنجلوسكسون وإمبراطور النورثومبيين، وحاكم الوثنيين، والمدافع عن البريطانيين)، واستخدم لقب rex Anglorum (ملك الإنجليز) في أوقات أخرى، المفترَض أنه يعني كلًا من الأنجلوسكسونيين والدنماركيين. وقد استخدم ألفريد لقب Anglosaxonum Rex. واستخدم إثيلريد لقب Engla cyningc (ملك الإنجليز). وكان الملك كنوت عام 1021 أول من استخدم هذا المصطلح للإشارة إلى الأرض لا إلى الشعب: ealles Englalandes cyningc cyningc (ملك كل إنجلترا). وتعبر هذه الألقاب عن الشعور بأن الأنجلوسكسونيين كانوا شعبًا مسيحيًا مع ملك اختاره الله.
أشار المتحدثون الأصليون باللغة البريتونية العامة إلى الأنجلوسكسون باسم السكسون أو ربما سايسون (كلمة Saeson هي الكلمة الويلزية الحديثة «للشعب الإنجليزي»)؛ والكلمة المكافئة في اللغة الغيلية الاسكتلندية هي sasannach، وفي اللغة الأيرلندية Sasanach. تقترح كاثرين هيلز أنه ليس من قبيل الصدفة، «أن يطلق الإنجليز على أنفسهم اسمًا مقدسًا من قبل الكنيسة، على أنه اسم شعب اختاره الله، بينما استخدم أعداؤهم الاسم الذي يُطلق أصلاً على غزاة القرصنة».

## التاريخ الأنجلوسكسوني المبكر (410–660)
تغطي الفترة الأنجلوسكسونية المبكرة تاريخ بريطانيا في العصور الوسطى الذي يبدأ من نهاية الحكم الروماني. وهي فترة معروفة على نطاق واسع في التاريخ الأوروبي باسم عصر الهجرات، وباسم Völkerwanderung أيضًا («هجرة الشعوب» بالألمانية). كانت هذه فترة من الهجرة البشرية المكثفة في أوروبا من نحو 375 حتى عام 800. وكان المهاجرون من القبائل الجرمانية مثل القوط، والواندال، والأنجل، والسكسون، واللومبارديين، والسويبيين، والفريسي، والفرنجة، والذين جرى إبعادهم فيما بعد باتجاه الغرب من قبل الهون والآفار والسلاف والبلغار والألان. وربما كان الهون والروجيني بين المهاجرين إلى بريطانيا.:123–124
بحلول عام 400 بعد الميلاد، كان جنوب بريطانيا -بريطانيا الواقعة جنوب سور هادريان- جزءًا من محيط الإمبراطورية الرومانية الغربية، وكانت تخسره بين الحين والأخر بسبب التمرد أو الغزو، ولكن كانت تستعيده دائمًا في النهاية. نحو عام 410، خرجت بريطانيا عن السيطرة الإمبراطورية المباشرة ودخلت في مرحلة سميت «بريطانيا شبه الرومانية».

### الهجرة (410-560)
من المقبول الآن على نطاق واسع أن الأنجلو ساكسون لم يكونوا مجرد غزاة جرمانيين ومستوطنين من القارة، ولكنهم نتيجة التفاعلات والتغيرات المعزولة.
كتب غليداس حوالي عام 540، أنه في وقت ما في القرن الخامس، وافق مجلس القادة في بريطانيا على منح بعض الأراضي في شرق جنوب بريطانيا إلى الساكسونيين على أساس معاهدة، فويدوس، والتي بموجبها يدافع الساكسونيون عن البريطانيين ضد هجمات البيكتس والسكوتي مقابل الإمدادات الغذائية. الدليل النصي الأكثر معاصرة هو Chronica Gallica لعام 452، والذي يسجل لعام 441: «المقاطعات البريطانية، التي عانت حتى هذا الوقت من الهزائم والمصائب المختلفة، تحولت إلى حكم سكسوني». هذا هو تاريخ أقدم من 451 لمجيء الساكسونيين الذي استخدمه بيدي في كتابه Historia ecclesiastica gentis Anglorum، والذي كتب حوالي عام 731. وقد قيل إن بيدي أساء تفسير مصادره (الهزيلة) وأن المراجع الزمنية في Historia Britonnum تنتج عن تاريخ معقول يبلغ حوالي 428.
يروي غيلداس كيف اندلعت الحرب بين السكسونيين والسكان المحليين -أطلق عليها المؤرخ نيك هيغام حرب الفدراليات السكسونية- والتي انتهت بعد فترة وجيزة من حصار مونس بادونيكوس. عاد الساكسونيون إلى موطنهم الشرقي. يصف غيلداس السلام بأنه انفصال محزن عن البرابرة. يجادل هيغام بأن ثمن السلام كان معاهدة أفضل للساكسونيين، إذ منحهم القدرة على تلقي الجزية من الناس عبر الأراضي المنخفضة في بريطانيا. تتفق الأدلة الأثرية مع هذا الجدول الزمني السابق. على وجه الخصوص، عمل كاثرين هيلز وسام لوسي على دليل سبونج هيل قد نقل التسلسل الزمني للمستوطنة قبل 450، مع عدد كبير من العناصر الآن على مراحل قبل تاريخ بيدي.
هذه الرؤية المتمثلة في ممارسة الأنجلو ساكسون لسلطة سياسية وعسكرية واسعة النطاق في وقت مبكر لا تزال موضع خلاف. الرؤية الأكثر تطورًا للاستمرار في بريطانيا شبه الرومانية، مع السيطرة على مصيرها السياسي والعسكري لأكثر من قرن، هي رؤية كينيث دارك، الذي يقترح أن النخبة شبه الرومانية نجت في الثقافة والسياسة والقوة العسكرية حتى قرابة عام 570 بيد أن بيدي حدد ثلاث مراحل من الاستيطان: مرحلة الاستكشاف، عندما جاء المرتزقة لحماية السكان المقيمين؛ مرحلة الهجرة، والتي كانت جوهرية كما يتضح من التصريح بأن أنجلوس مهجورة؛ ومرحلة التأسيس، التي بدأ فيها الأنجلو ساكسون السيطرة على المناطق، ضمنيًا في بيان بيدي حول أصول القبائل.
لم يتوصل العلماء إلى توافق في الآراء بشأن عدد المهاجرين الذين دخلوا بريطانيا في هذه الفترة. يجادل هارك بأن الرقم يتراوح بين 100 ألف و200 ألف. يجادل بريان وارد بيركنز أيضًا بما يصل إلى 200 ألف وافد. تقترح كاثرين هيلز أن الرقم أقرب إلى 20 ألف. أظهرت محاكاة حاسوبية أن هجرة 250 ألف شخص من أوروبا القارية كان من الممكن أن تتحقق في أقل من 38 عامًا. أشارت الدراسات الجينية والنظيرية الحديثة إلى أن الهجرة، التي شملت كلا من الرجال والنساء، استمرت على مدى عدة قرون، ما قد يسمح بوافدين جدد أكثر بكثير مما كان يُعتقد سابقًا. حوالي عام 500، أنشِئت مجتمعات الأنجلو ساكسون في جنوب وشرق بريطانيا.
يقدر هارك ومايكل وود أن عدد السكان البريطانيين في المنطقة التي أصبحت في النهاية إنجلترا الأنجلو ساكسونية بلغ حوالي مليون نسمة في بداية القرن الخامس؛ ومع ذلك، فقد نوقش ما حدث للبريطانيين. التفسير التقليدي لإخفاءهم الأثري واللغوي هو أن الأنجلو ساكسون إما قتلوهم أو دفعوهم إلى الأطراف الجبلية لبريطانيا، وهي وجهة نظر تدعمها على نطاق واسع المصادر القليلة المتاحة من تلك الفترة. ومع ذلك، هناك دليل على الاستمرارية في أنظمة المناظر الطبيعية والحكم المحلي، ما يقلل من احتمالية حدوث مثل هذا الحدث الكارثي، على الأقل في أجزاء من إنجلترا. وهكذا، اقترح العلماء تفسيرات أخرى أقل عنفًا يمكن من خلالها أن تكون ثقافة الأنجلو ساكسون، الذين من المحتمل أن تكون منطقتهم الأساسية من الاستيطان على نطاق واسع مقصورة على ما هو الآن جنوب شرق إنجلترا، إيست أنجليا ولينكولنشاير، في كل مكان من بريطانيا المنخفضة. لقد افترض هارك سيناريو يتفوق فيه الأنجلو ساكسون على البريطانيين في التوسع غربًا، ووصلوا في النهاية إلى نقطة شكل فيها أحفادهم نسبة أكبر من السكان فيما كان سيصبح إنجلترا. كما اقتُرح أن البريطانيين تأثروا بشكل غير متناسب بالأوبئة التي وصلت عبر الروابط التجارية الرومانية، والتي، إلى جانب الهجرة الكبيرة إلى أرموريكا، كان من الممكن أن تقلل أعدادهم بشكل كبير.
ومع ذلك، هناك اتفاق عام على أن ممالك ويسيكس وميرسيا ونورثمبريا كانت تضم أعدادًا كبيرة من البريطونيين. يقول هيركه أنه من المقبول على نطاق واسع أنه في شمال إنجلترا، عاش السكان الأصليون إلى حد أكبر من الجنوب، وأنه في بيرنيسيا، ربما تكون مجموعة صغيرة من المهاجرين قد حلت محل النخبة البريطانية الأصلية واستولت على المملكة كمنشأة مستمرة. في غضون ذلك، يمكن رؤية الأدلة الخاصة بالسكان الأصليين في ويسيكس في قوانين أواخر القرن السابع للملك إين، والتي منحتهم حقوقًا أقل ومكانة أقل من الساكسونيين. ربما يكون هذا قد قدم حافزًا للبريطانيين في المملكة لتبني الثقافة الأنجلو سكسونية. يشير هيغام إلى أنه في الظروف التي تكون فيها الحرية القانونية، والقبول مع الأقارب، والوصول إلى المحسوبية، واستخدام الأسلحة وحيازتها كلها حصرية لأولئك الذين يمكن أن يدعيوا أصل جرماني، ثم تحدث الإنجليزية القديمة دون انعكاس لاتيني أو بريتوني كان له تأثير كبير القيمة.
هناك أدلة على وجود تأثير بريطاني على فئات النخبة الأنجلو ساكسونية الناشئة. أسِس خط ويسكس الملكي تقليديًا من قبل رجل يدعى سيرديك، وهو اسم سلتي بلا شك مشابه لـ سيرتيك (اسم ملكين بريطانيين، مشتق في النهاية من كوروتيكوس). قد يشير هذا إلى أن سيرديك كان بريطانيًا أصليًا وأن سلالته أصبحت متقلبة بمرور الوقت. عدد من أحفاد سيرديك المزعومين يمتلكون أيضًا أسماء كلتية، بما في ذلك بريتوالدا سيولين. كان آخر رجل في هذه السلالة يحمل اسمًا بريتونيًا هو الملك كيدوالا، الذي توفي عام 689. في ميرسيا أيضًا، يحمل العديد من الملوك على ما يبدو أسماء كلتية، وأبرزها بيندا. في أقصى الشرق مثل ليندسي، يظهر اسم سلتي كيدابيد في قائمة الملوك.
خلصت الدراسات الجينية الحديثة، المستندة إلى البيانات التي تم جمعها من الهياكل العظمية الموجودة في العصر الحديدي، والمدافن الرومانية والأنجلو ساكسونية، إلى أن أسلاف السكان الإنجليز الحديثين يحتوي على مساهمات كبيرة من كل من المهاجرين الأنجلو ساكسونيين والمواطنين الرومان البريطانيين.

## وصول الأنجلوسكسونيين
لا يعرف المؤرخون السبب الأكيد لقدوم الأنجلوسكسونيين إلى بريطانيا قد يكون السبب هو أن أرضهم أصيبت بالفيضان كثيراً وكان من الصعب أن تنمو المحاصيل، لذا فبحثوا عن أماكن جديدة للاستقرار والفلاحة. تقول بعض المصادر بأن المحاربين السكسونيين جاءوا إلى إنجلترا بعد دعوة. فحينما غادر الرومان في عام 410، لم يكن لبريطانيا جيش قوي يدافع عنها.
سيطر الأنجلوسكسونيون على أغلب بريطانيا، لكنهم لم يفتحوا اسكتلندا وويلز وكورنوال. قسموا البلاد إلى ممالك، كان لكل منها عائلته المالكة الخاصة. سيطرت الممالك الأقوى على الممالك الأضعف في أغلب الأحيان. مع حلول العام 600، كانت الممالك الأنجلوسكسونية الرئيسية السبع هي: نورثمبريا، ومرسيا، ووسكس، وكنت، وأنكليا الشرقية، وسوسكس، وإسكس. كان ملك ميرسيا في القرن 8 يدعى أوفا. قام ببناء وخندق حائط أرضي طويل اسمه «خندق أوفا» على حدود ويلز حتى يبعد القبائل الويلزية عن مملكته.

## وصلات خارجية
- BBC